# Mica McNeill
Mica McNeill (ur. 25 września 1993 r. w Consett) – brytyjska bobsleistka, pilot boba, mistrzyni świata juniorów, srebrna medalistka zimowych igrzysk olimpijskich młodzieży.

## Kariera
Starty w zawodach międzynarodowych rozpoczęła w listopadzie 2010 roku. Wtedy to zadebiutowała podczas zawodów z cyklu Pucharu Europy w austriackim Igls. Rok później, w listopadzie 2011 roku, rozpoczęła starty w kwalifikacjach do zimowych igrzysk olimpijskich młodzieży. Ostatecznie do nich się zakwalifikowała i w styczniu 2012 roku zdobyła srebrny medal w konkurencji dwójek dziewcząt. W grudniu 2012 roku wystąpiła na mistrzostwach świata juniorów w Igls, podczas których zdobyła brązowy medal. Miesiąc później zadebiutowała w zawodach z cyklu Pucharu Świata oraz w mistrzostwach świata w Sankt Moritz. Zarówno podczas debiutu w zawodach Pucharu Świata w niemieckim Königssee, jak i w mistrzostwach świata zajęła 20. pozycje. Na rozgrywanych 2 lata później mistrzostwach świata w Winterbergu była 14. Z kolei w 2016 roku, podczas mistrzostw świata w Igls była 12. w rywalizacji dwójek oraz 9. w konkurencji drużynowej. W lutym 2016 zadebiutowała podczas mistrzostw Europy w Sankt Mortiz, na których uplasowała się na 7. lokacie.
W styczniu 2017 roku, podczas mistrzostw świata juniorów w Winterbergu, wraz z Micą Moore, została mistrzynią świata juniorów w konkurencji dwójek. Przed rozpoczęciem sezonu 2017/2018 Brytyjska Federacja Bobslejowa zdecydowała się zaprzestać finansowania kobiecych drużyn bobslejowych, skupiając się wyłącznie na drużynach męskich. McNeill wraz ze swoją partnerką Micą Moore zorganizowały zbiórkę funduszy, podczas której udało się zebrać £30,000. Kwota ta pozwoliła sfinansować starty w nadchodzącym sezonie. W klasyfikacji generalnej Pucharu Świata w tym sezonie zajęła 12. miejsce. Z kolei podczas mistrzostw Europy w Igls McNeill wraz z Moore uplasowały się tuż za podium zajmując 4. lokatę. Występy podczas sezonu pozwoliły się zakwalifikować do zimowych igrzysk olimpijskich w Pjongczangu, podczas których była 8. W trakcie całego sezonu, Brytyjki startowały w bobsleju z napisem "Powered By The People". Była to forma podziękowań dla wszystkich osób, które wsparły Brytyjki podczas prowadzonej zbiórki.
W styczniu 2019 roku zajęła najlepsze jak dotąd 4. miejsce podczas zawodów Pucharu Świata w niemieckim Altenbergu. Była również 5. w konkurencji dwójek podczas mistrzostw Europy w Königssee. Podczas mistrzostw świata w Whistler, w marcu 2019 roku, wyrównała swój jak dotąd najlepszy rezultat w konkurencji dwójek, zajmując 12. lokatę. W klasyfikacji generalnej Pucharu Świata w sezonie 2018/2019 zajęła 9. miejsce. W lutym 2020 roku podczas mistrzostw świata w Altenbergu zajęła 8. lokatę.

## Osiągnięcia

### Igrzyska olimpijskie
| Rok  | Miejsce    | Lokata |
| ---- | ---------- | ------ |
| 2018 | Pjongczang | 8.     |

### Mistrzostwa świata
| Rok  | Miejsce      | Mono | Dwójki |
| ---- | ------------ | ---- | ------ |
| 2013 | Sankt Moritz | —    | 20.    |
| 2015 | Winterberg   | —    | 14.    |
| 2016 | Igls         | —    | 12.    |
| 2017 | Königssee    | —    | 16.    |
| 2019 | Whistler     | —    | 12.    |
| 2020 | Altenberg    | —    | 8.     |
| 2021 | Altenberg    | 13.  | 19.    |

### Mistrzostwa Europy
| Rok  | Miejsce      | Lokata |
| ---- | ------------ | ------ |
| 2016 | Sankt Moritz | 7.     |
| 2017 | Winterberg   | 7.     |
| 2018 | Igls         | 4.     |
| 2019 | Königssee    | 5.     |
| 2021 | Winterberg   | 8.     |

### Mistrzostwa świata juniorów
| Rok  | Miejsce    | Lokata |
| ---- | ---------- | ------ |
| 2012 | Igls       | 9.     |
| 2013 | Igls       | 3.     |
| 2014 | Winterberg | 7.     |
| 2015 | Altenberg  | 6.     |
| 2016 | Winterberg | 4.     |
| 2017 | Winterberg | 1.     |

### Puchar Świata
| Sezon     | Lokata |
| --------- | ------ |
| 2012/2013 | 23.    |
| 2013/2014 | 19.    |
| 2014/2015 | 10.    |
| 2015/2016 | 14.    |
| 2016/2017 | 13.    |
| 2017/2018 | 12.    |
| 2018/2019 | 9.     |
| 2019/2020 | 14.    |
| 2020/2021 | 9.     |